# 黃紀賢
黃紀賢（1549年—？），字常甫，號芳楠，四川省嘉定州榮縣人，竈籍。

## 生平
十月二十一日生，行二，治《詩經》，由國子生中式萬曆四年（1576年）丙子科四川鄉試第五十五名舉人，年三十一歲中式萬曆八年庚辰科會試第二百九十一名，第三甲第七十九名進士。户部觀政，本年授高密县知县，十三年七月选授雲南道試監察御史，劾罢兵部尚书王遴，十四年丁憂。十六年復除浙江道御史，差巡按陕西，十七年丁憂。十九年复除江西道御史，二十二年巡按广西，二十七年巡按直隶顺天，二十七年四月升太仆寺少卿，本年准给假。三十年起原职，三十三年十月奉命巡历东路，不久升右通政，十二月升右佥都御史、提督军务兼抚治郧阳等处地方，三十八年多次告病請休，三十九年正月京察拾遗，四月被准致仕回籍。

## 家族
曾祖黃甲；祖黃鏊，知縣；父黃升，封文林郎知县；母曹氏；繼母田氏。具慶下，妻王氏，兄純賢，弟紕賢；綐賢。